# Gene Williams
Eugene Williams (East Orange, New Jersey, 26 februari 1926 - Wilton Manors, Florida, 12 februari 1997) was een Amerikaanse jazzzanger en orkestleider.

## Biografie
Gene Williams begon zijn carrière in 1942 als lid van The Duke Ambassadors onder Sam Fletcher. Daarna werkte hij in het orkest van Johnny Long, totdat hij werd opgeroepen voor de militaire dienstplicht. Na het einde van de oorlog was hij bandzanger bij Vincent Lopez en werkte hij daarnaast ook voor Les Elgart, George Paxton en Bobby Sherwood. Hij werd eind jaren 1940 vooral bekend als zanger in het orkest van Claude Thornhill. Hij werkte in 1947 ook mee bij plaatopnamen (Sorta Kinda).
In 1950 formeerde Williams de eigen band Gene Williams and the Junior Thornhill Band in New York, waartoe Gil Evans, Chico O'Farrill en Joe Reisman als arrangeurs behoorden. Vervolgens trad het Williams-orkest alleen op tijdens weekends en bij collegefeesten. Er vonden regelmatig ledenmutaties plaats. Qua stijl oriënteerde men zich aanvankelijk aan het klankbeeld van het Thornhill-orkest en ze hadden ook enkele bop-nummers in het repertoire. In 1952 had Williams met zijn band een langere verbintenis in het Glen Island Casino. Tijdens deze periode waren ze qua stijl meer een dansband met de prioriteit van ensemblepassagen t.a.v. solistische inbreng. Er ontstonden opnamen voor Mercury Records en King Records. Uiteindelijk moest Gene Williams het orkest eind jaren 1950 ontbinden. Het populairste nummer van de band was hun instrumentale nummer Just Goofin. Naast Williams zelf was Patti Dugan voor een korte tijd de zangeres van de band. Tijdens de komende jaren verliet Williams de muziekbusiness en werkte hij in de New Yorkse muzikantenbar Charlie's Tavern.

## Overlijden
Gene Williams overleed in februari 1997 op bijna 71-jarige leeftijd.
- Gemeinsame Normdatei: 134557549
- Library of Congress Control Number: no2019002358
- Virtual International Authority File: 79671017
- WorldCat: E39PBJpYDkjRv4mMpFFq9qxJjC